# Eine für 4
Eine für 4 (Originaltitel: The Sisterhood of the Traveling Pants) ist eine US-amerikanische Filmkomödie aus dem Jahr 2005, die auf dem Jugendroman Eine für vier (The Sisterhood of the Traveling Pants) von Ann Brashares basiert, wobei wesentliche Teile der Vorlage verändert wurden.

## Handlung
Die schüchterne Lena, die zynische Tibby, die leidenschaftliche Carmen und die sportliche Bridget sind schon ihr ganzes Leben lang miteinander befreundet und betrachten sich als Schwestern. Als sie 16 sind, verbringen sie zum ersten Mal einen Sommer getrennt: Lena besucht ihre Großeltern in Griechenland, Bridget nimmt an einem Fußballcamp in Mexiko teil, Carmen verbringt den Sommer bei ihrem Vater, der von ihrer Mutter getrennt lebt, und Tibby bleibt daheim, um in einem Kaufhaus zu jobben und einen Dokumentarfilm über die Sinnlosigkeit des Lebens zu drehen.
Kurz bevor sich die Freundinnen trennen, entdeckt Carmen in einem Laden eine Jeans, die – trotz ihrer unterschiedlichen Figuren – wie durch ein Wunder allen vier Mädchen passt. Die Freundinnen sind sich sicher, dass die Jeans besondere Kräfte besitzt und Glück bringt. Sie beschließen, die Hose den ganzen Sommer über untereinander hin- und herzuschicken.
Für alle vier Mädchen bringt dieser Sommer besondere Erfahrungen mit sich, die ihr Leben für immer verändern.
Kaum in Griechenland angekommen, hat Lena einen kleinen Unfall und stürzt ins Meer. Als sie mit der „magischen Jeans“, die sie gerade trägt, unter Wasser hängen bleibt und zu ertrinken droht, wird sie von dem griechischen Studenten Kostos gerettet. Zwischen Lena und Kostos funkt es sofort, doch Lenas Großeltern verbieten ihr den Umgang mit Kostos, da dessen Großvater und Lenas Großvater seit vielen Jahren verfeindet sind. Doch die beiden verliebten Jugendlichen halten sich nicht an das Verbot und treffen sich heimlich. Als Lenas Großeltern dies herausfinden, trennen sie das junge Paar, doch Lena kann ihren Großvater davon überzeugen, dass sie Kostos wirklich liebt und darf schließlich eine Beziehung mit ihm eingehen.
Tibby ist von ihrem Job im Kaufhaus genervt, doch die anderen frustrierten Angestellten bieten ihr immerhin genügend Material für ihre Dokumentation. Tibbys monotoner Alltag wird unterbrochen, als sie ein bewusstloses Mädchen findet. Wenig später steht das Mädchen, die 12-jährige Bailey, vor Tibbys Tür, da die Jeans, die Lena an Tibby weitergeschickt hat, versehentlich vor Baileys Haustür abgelegt wurde. Bailey ist von Tibbys Dokumentarfilmdreh begeistert und macht sich selbst zu Tibbys Assistentin. Die zynische Tibby ist von Baileys fröhlicher Art und ihrem ehrlichen Interesse an den Menschen, die sie für die Dokumentation interviewen, zunächst genervt, freundet sich jedoch immer mehr mit dem Mädchen an.
Als Bailey eines Tages nicht zu einem Treffen erscheint, fährt Tibby zu ihr nach Hause und erfährt, dass Bailey im Krankenhaus liegt, da sie an Leukämie erkrankt ist und nicht mehr lange zu leben hat. Tibby gewinnt dadurch eine neue Perspektive auf das Leben und lässt sich von Bailey beibringen, die kleinen Dinge im Leben zu schätzen. Schließlich stirbt Bailey, doch zuvor erinnert sie Tibby daran, dass die Jeans tatsächlich magische Kräfte besitzt, da sich Bailey und Tibby durch diese kennengelernt haben.
Carmen ist überglücklich, den Sommer bei ihrem Vater Al, den sie seit ihrem 10. Lebensjahr kaum gesehen hat, zu verbringen, doch dann findet sie heraus, dass er mittlerweile mit einer Frau namens Lydia verlobt ist, die zwei Kinder in Carmens Alter hat. Carmen fühlt sich ausgeschlossen. Als sie vor der Hochzeit ihres Vaters bei der Anprobe der Kleider für die Brautjungfern wegen ihrer stämmigen Figur gedemütigt wird, läuft sie davon und muss nach ihrer Rückkehr zum Haus ihres Vaters feststellen, dass dieser mit seiner neuen Familie zu Abend isst, statt nach ihr zu suchen. Daraufhin schmeißt sie vor Wut mit einem Stein die Scheibe ein und fährt zu ihrer Mutter zurück. Tibby, die durch Bailey eine neue Lebenseinstellung gewonnen hat, bringt Carmen dazu, nicht länger zu schweigen und bei ihrem Vater anzurufen, um diesem alles zu sagen, was sie bisher nicht sagen konnte.
Bridget verguckt sich im Fußballcamp in den drei Jahre älteren Betreuer Eric. Als sie die Jeans geschickt bekommt, gewinnt sie das nötige Selbstvertrauen und schläft mit Eric. Doch nach dieser Nacht fühlt sich Bridget seltsam leer. Sie erkennt, dass sie nur mit Eric geschlafen hat, um sich selbst zu beweisen, dass sie nicht wie ihre Mutter ist, die manisch-depressiv war und sich vor einigen Jahren umgebracht hat. Als sie wieder zu Hause ist, wird sie von Tibby und Carmen in Empfang genommen, die Bridget davon überzeugen, dass sie stärker als ihre Mutter ist. Schließlich kommt Eric überraschend zu Besuch und Bridget und er beschließen, erstmal nur Freunde zu bleiben.
Nachdem Tibby, Carmen und Bridget ihre Freundin Lena vom Flughafen abgeholt haben, machen sie sich auf den Weg zur Hochzeit von Carmens Vater. Carmen erhält von ihren Freundinnen die Jeans, um den nötigen Mut aufzubringen. Als Al seine Tochter unter den Gästen entdeckt, unterbricht er die Hochzeitszeremonie, um sich bei Carmen zu entschuldigen und sie nach vorne zu holen, wo sie ihren Platz als Brautjungfer einnimmt.

## Hintergrund
Das Budget des Films betrug 25 Millionen US-Dollar; das Einspielergebnis lag bei 42 Millionen US-Dollar. Am 6. August 2008 kam die Fortsetzung Eine für 4 – Unterwegs in Sachen Liebe in die US-amerikanischen Kinos.

## Drehorte
Der Film wurde an Originalschauplätzen in Griechenland und Mexiko sowie in Kanada gedreht.

## Auszeichnungen
Alle vier Hauptdarstellerinnen waren 2005 für einen Teen Choice Award nominiert.

## Kritiken
„Stimmungsvoller, kluger Selbstfindungsfilm für heranwachsende Mädchen, ein anspruchsvoller, doch nie belehrend wirkender Teenagerfilm abseits ausgetretener Klamottenpfade.“

Roger Ebert beschreibt den Film in der Chicago Sun-Times als "„unterhaltsam“ und „herzlich“; die jungen Darsteller als „talentiert“.
Das Lexikon des internationalen Films urteilt, der Film sei eine „[n]achdenkliche Jugendkomödie“. Die Produktion zeichne sich durch eine Ferne zu den „Klischees des Genres“ aus und thematisiere „existenzielle [...] Fragen“. So würden Themen wie „Familienfehden“ und „latenter Rassismus“ behandelt.